# Every Woman in Me
Albums de Lara Fabian
Toutes les femmes en moi
(2009) Mademoiselle Zhivago
(2010)
Every woman in me est le neuvième album de Lara Fabian, sorti le 30 octobre 2009.
La chanteuse belge décide de rendre hommage à de nombreuses chanteuses internationales en reprenant leurs grands standards. Il n'est au départ disponible que sur la tournée de la chanteuse Toutes les femmes en moi font leur show et sur son site officiel puis en streaming sur Deezer par la suite. Tout comme Toutes les femmes en moi, il est un album de reprises mais uniquement acoustique, accompagné au piano par Pierre Guimard.

## Liste des titres
1. - River (version originale par Joni Mitchell) 3:27
2. - Both Sides Now (version originale par Joni Mitchell) 4:00
3. - Alfie (version originale par Cilla Black) 2:22
4. - Bewitched, Bothered and Bewildered (version originale par Carol Bruce) 2:47
5. - Crazy (version originale par Patsy Cline) 2:25
6. - Close to You (version originale par The Carpenters) 2:31
7. - Wind Beneath My Wings (Bette Midler) 4:25
8. - Theme from Mahogany (Diana Ross) 2:59
9. - The Man with the Child in His Eyes (Kate Bush) 2:24
10. - Why (version originale par Annie Lennox) 4:42
11. - Angel (version originale par Sarah McLachlan) 4:41